# إغناثيو بانياجوا
إغناثيو بانياجوا (بالإسبانية: Ignacio Paniagua)‏ هو لاعب كرة قدم ومدرب كرة قدم باراغواياني في مركز الدفاع، ولد في 20 سبتمبر 1979. لعب مع ناسيونال مونتيفيديو.

## وصلات خارجية
- إغناثيو بانياجوا على موقع قاعدة بيانات كرة القدم.إي يو (الإنجليزية)
- إغناثيو بانياجوا على موقع Soccerway.com (الإنجليزية)